# Franc Pohleven
Franc Pohleven, slovenski biolog in mikolog, * 23. april 1951, Strug pri Makolah.
Strokovno se ukvarja predvsem z lesnimi škodljivci (glivami) in zaščito lesa. 
Je velik privrženec in zagovornik rabe lesa.

## Življenjepis
Osnovno šolo je obiskoval v Makolah, gimnazijo pa v Mariboru, nato je vpisal študij biologije na Biotehniški fakulteti v Ljubljani, kjer je 1975 diplomiral, magistriral in 1988 še doktoriral pod mentorstvom Nade Gogala. V raziskovalno dejavnost se je vključil že v srednji šoli, v času študija pa je deloval kot pripravnik na takratnem Inštitutu za biologijo UL in kasneje kot asistent na Oddelku za biologijo Biotehniške fakultete, kjer je proučeval mikorizo, obliko sožitja med glivami in rastlinami.
Leta 1989 se je zaposlil kot docent na Oddelku za lesarstvo Biotehniške fakultete, kjer je leta 1994 pridobil naziv izrednega in leta 2000 rednega profesorja za patologijo in zaščito lesa, predaval pa je tudi na nekaterih drugih oddelkih Univerze v Ljubljani (mikrokorozijo spomenikov na oddelku za konervatorstvo/restavratorstvo ALU) ter Univerze v Mariboru. Na Oddelku za lesarstvo je mdr. opravljal funkcijo prodekana (predstojnika), na Biotehniški fakulteti pa je bil kot prodekan zadolžen za področje študijskih zadev.
Njegovo osrednje področje raziskav so glive in drugi lesni škodljivci, ob tem pa razvija postopke in pripravke za zaščito lesa. Raziskuje uravnavanje mineralne prehrane pri mikorizi z rastnimi hormoni, fiziologijo glivne razgradnje lesa, saprofitske glive, lesne insekte, razvija okolju prijazna zaščitna sredstva za les na osnovi karboksilatov in uvaja gojenje gob. Je ustanovitelj in predsednik Društva gojiteljev gob Slovenije. Dejavno sodeluje s konservatorji na različnih projektih obnove in zaščite kulturnozgodovinskih objektov. Kot velik promotor rabe lesa in lesnih izdelkov je leta 2005 ustanovil neformalno strokovno združenje Svet za les (vanj vključeni mdr. arhitekti, gradbeniki, etnologi, okoljevarstveniki, oblikovalci), vodi tudi Tehnološki inštitut za lesarstvo. Z raziskavami je bil med drugim v letih 1994-99 vključen v evropski raziskovalni projekt s področja zaščite lesa (Wood durability). Leta 2009 je skupaj s sodelavcem Borutom Kričejem prvič pripravil razstavo Čar lesa, v letih 2008-12 je bil odgovorni urednik strokovne revije Les-Wood, organiziral pa je tudi več mednarodnih srečanj s to tematiko. Predlagal je, da se 13. maj razglasi za Mednarodni dan lesa.
Mdr. je soavtor ali urednik publikacij: Strateški raziskovalni program slovenske gozdno-lesne tehnološke platforme, 2006; Gozd in les, razvojna priložnost Slovenije, 2010; Obvladajmo podnebne spremembe - uporabimo les, 2009.

## Nagrade in priznanja
- študentska Prešernova nagrada Univerze v Ljubljani (1976)
- nagrada Kidričevega sklada (1989, skupinska)
- svečana listina Univerze v Ljubljani (1997)
- priznanje Prometej znanosti za odličnost v komuniciranju znanosti (Slovenska znanstvena fundacija, 2008)
- Jesenkova nagrada za življenjsko delo (Biotehniška fakulteta, 2009)
- zaslužni profesor Univerze v Ljubljani  (2017)
- izredni član Inženirske akademije Slovenije (2021, Razvojno-poslovni razred)